# رونالد غوتيريز
رونالد غوتيريز (بالإسبانية: Ronald Gutiérrez) (2 ديسمبر 1979 في بوليفيا - ) هو مدرب كرة قدم ولاعب كرة قدم بوليفي في مركز الوسط. شارك مع منتخب بوليفيا لكرة القدم. أما مع النوادي، فقد لعب مع بورصا سبور وذي سترونغيست ونادي بوليفار وLa Paz F.C. ‏ ونادي غوبيارا وناسيونال بوتوسي.

## وصلات خارجية
- رونالد غوتيريز على موقع إي إس بي إن إف سي (الإنجليزية)
- رونالد غوتيريز على موقع قاعدة بيانات كرة القدم.إي يو (الإنجليزية)
- رونالد غوتيريز على موقع ناشيونال فوتبول تيمز (الإنجليزية)